# 6rd
6rd (IPv6 Rapid Deployment on IPv4 Infrastructures) は、インターネットサービスプロバイダ (ISP) のIPv4網の上で、IPv6の通信環境を急速に整備するための技術である。

## 概要

6rdの概念図

6rdの技術は、IPv4網にIPv6パケットを流す技術として、以前からあった6to4から派生したものであるが、6to4との大きな違いとして、IPv4-IPv6の変換がISP網の上で閉じており、6to4の設計上存在した技術的な問題を解消することができる点がある。「6rd」という名前は、この技術によって実現するIPv6の急速な整備 (IPv6 rapid development) から採られているが、この技術の発明者であるRémi Desprésのイニシャルと掛けられたものとなっている。RFC 5569に、6rdの原理と、フランスのISPであるFreeでの最初の運用実態がまとめられている。
6rdの標準化に向けて、詳細な仕様がIETFによりRFC 5969としてまとめられている。

## 歴史
1970年代のフランスでトランスペックという通信ネットワークを構築したエンジニアの1人であるRémi Desprésが、2007年11月に、フランスで2番目に大きなISPであったFreeに対して、IPv6の普及を促進するために自身が開発した6rdを使うよう、提案を行った。Freeはその時点で短期的にIPv6サービスの提供へ入る計画はなかったが、FreeのCTOであったRani Assafが6rdの採用を即決した。商用利用の認可、動作の検証などを経て、5週間後にはIPv6がFreeのエンドユーザーから利用可能となった。
2008年2月9日には、6rdの仕組みと、Freeでの実装をまとめた文書の最初の草案がIETFへ投稿された。改良がなされ、2010年1月24日にはRFC 5569として文書がリリースされた。
2010年3月には、IETFのワーキング・グループが、さらに修正を加えた上で、6rdの草案を標準化過程に移行すべきものとした。8月には、標準化過程のRFC 5969としてリリースされた。
2010年10月には、コムキャストがホームルーター向けの6rdソフトウェアをオープンソースの自由ソフトウェアとして提供開始した。

## 6to4との比較
6to4はネイティブのIPv6ネットワークとIPv4ネットワークを、通常のIPv6プレフィックスを持ったリレーサーバで中継して動作するが、どのネイティブのIPv6ホストからもそのようなリレーサーバにつながるという保証はないので、6to4ホストにネイティブなIPv6ホストから確実に接続できるとは、必ずしも言えない。さらには、6to4ホストの設置者にはどのリレーサーバを使うかも制御できないので、トラフィックの増加に対してリレーサーバのサービス品質を保つインセンティブも働きづらい。
6rdでは、6to4で2002::/16と固定だったプレフィックスに、各ISPに割り当てられたものを使えるようにすることで、これらの問題点を解決することに成功している。まず、通常のIPv6アドレスを使うことで、ネイティブなIPv6からの到達性が保証される。そして、第三者が設置したリレーサーバを使うことはないので、ISPが各顧客へ提供するサービスの品質が、自社の管轄外のサーバにより左右されるという事態もなくなる。
さらに、6rdのリレーサーバは、自社の管理下にあるホストからしか使うことができないので、6to4で起こりうるようなトラフィックが匿名化する範囲を抑えることもできる。

## 採用例
- フランスのISP、Freeでは、上述のように2007年12月から6rdを運用している[5]。2008年にGoogleが発表した、IPv6の運用実態に関する報告[8]によれば、フランスのIPv6アドレスのうち95%がネイティブなものである（そのほとんどがFreeのユーザー）という、世界で2番目に高いIPv6透過性を示していた。
- コムキャストでは、6rdの試験を2010年第2四半期に始めると、同年1月に発表した[9]。そして、試験は6月30日に開始され、7月までに数百人の利用を見込んでいた。ただし、6rdはコムキャストにとって、IPv6をすすめる上で主要な技術という扱いではなかった[10]。コムキャストでは6rdの設定マニュアルを作り、使いたい人へと配布を行った[11]。しかし、ネットワークへのIPv6のネイティブなデュアルスタック対応が進むのに合わせ、2011年6月30日には6rdサービスを終了した[11]。
- アメリカのチャーター・コミュニケーションズでは、6rdを自社のネットワーク上へ2012年に導入する予定である[12]。
- Linuxカーネルでは、バージョン2.6.33で6rd対応が追加された[13]。
- ソフトバンクBBやBBIXでは、6rdによるIPv6サービスの提供を始めている[14]。
- スイスコムでは、2011年に6rdを提供開始している[15]。
- さくらインターネットでは、2011年3月から2015年3月末まで6rdの試験を実施した[16][17]。

## アドレス空間の消費
32ビットのIPv4アドレスをまるごとIPv6アドレスに埋め込むという、シンプルな実装を行うと、通常のISPのルーターが対応するIPv6アドレスより多いアドレス空間を消費してしまう。これを回避するために、IPv4アドレスのうち必要ない桁を無視する、あるいはIPv6のドメインを増やす、というような手法がある。
通常、地域インターネットレジストリ（RIR）から割り当てられるIPv6空間は/32（上位32ビットが同じ、他の/xxも同様）なので、IPv4アドレスの32ビットをすべて6rdでのIPv6アドレスに埋め込んでしまえば、ユーザーには/64しか割り当てることができない（そして、自動設定を行う場合、下位64ビットがホストに対して割り当てられるので、ユーザー側でサブネットを切るのが難しくなる）。
6rdでは、IPv4アドレスのうち不要な桁を無視することができる。例えば、あるISPが顧客に提供するIPv4アドレスが/18の範囲内だったとすると、6rdのアドレスには残り14ビットだけを埋め込む、ということができる。初期のFreeでは、この柔軟性がなかったため、ユーザーに対して/64を割り当てていたが、FreeがRIPE NCCから/26と大きな割り当てを受けたことで、プレフィックスを短くすることができた。